# Luigi Secchi
Pour les articles homonymes, voir Secchi.
Luigi Secchi (né en 1853 à Crémone - mort en 1921 à Novare) est un sculpteur italien de la fin du XIXe et du début du XXe siècle.
Il a laissé des œuvres monumentales, bas-reliefs et sculptures, consacrées aux grands hommes de son époque.

## Galerie photographique

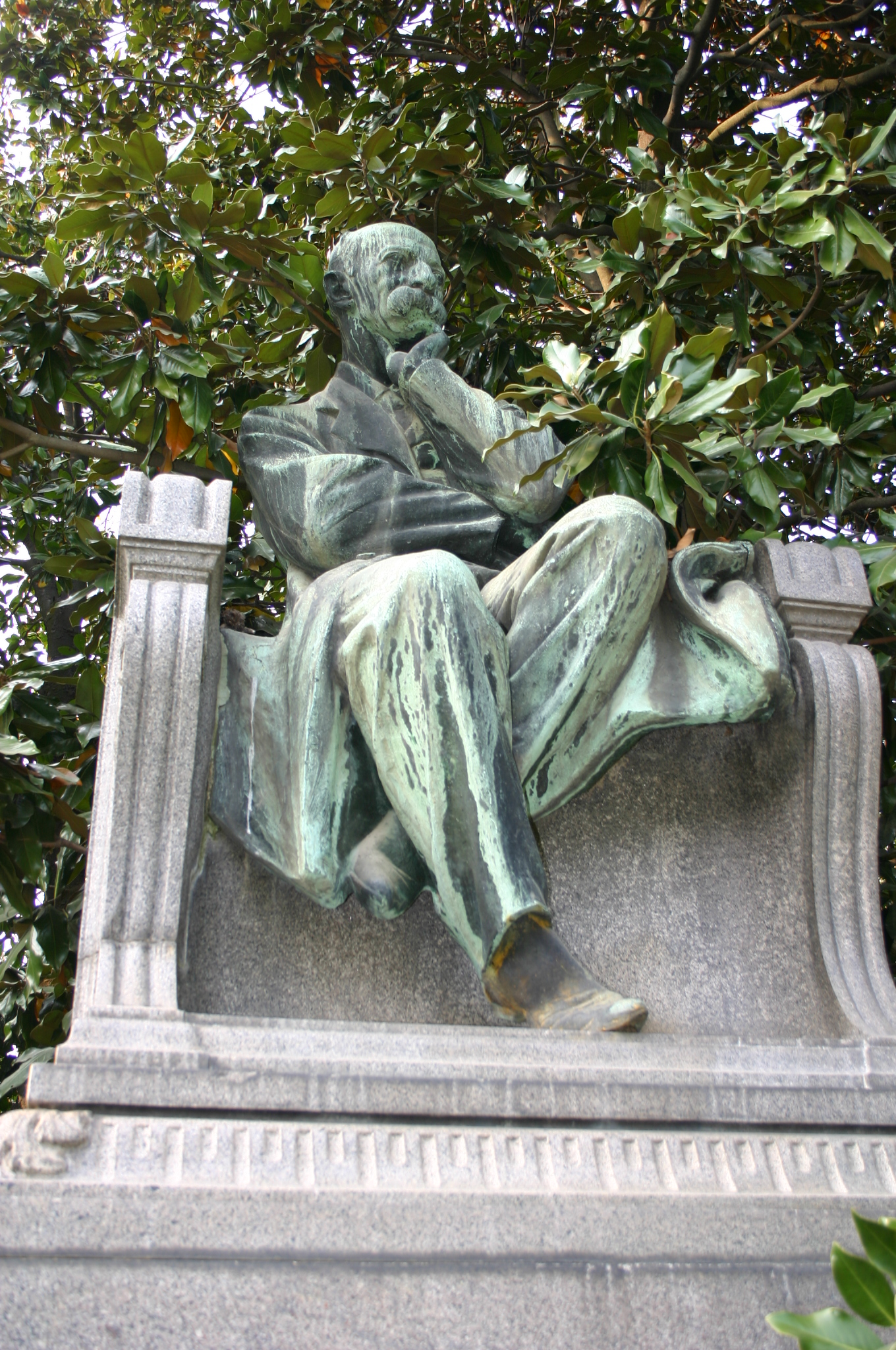
Sculpture de Gaetano Negri (it), à Milan (1908)
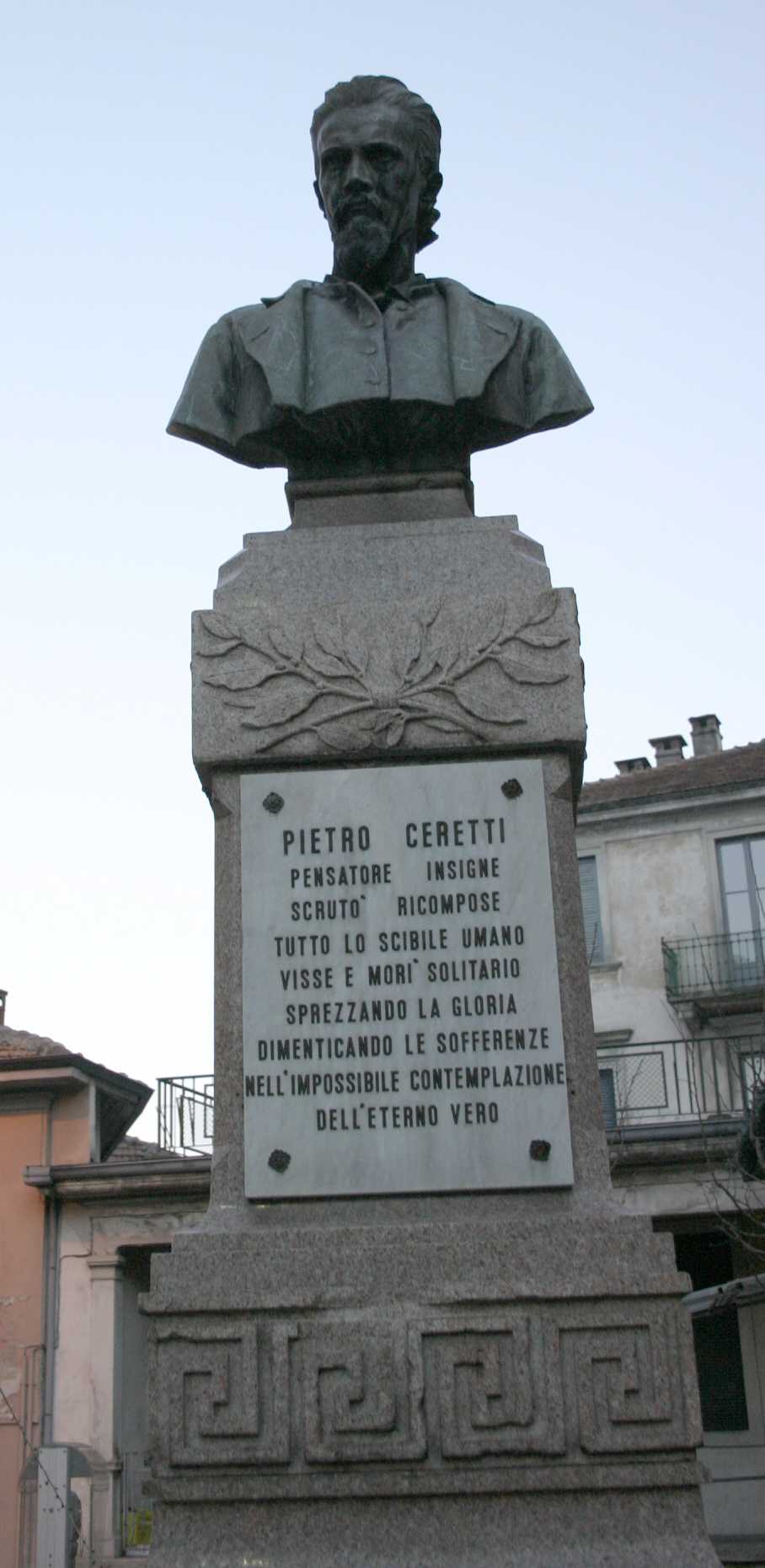
Sculpture de Pietro Ceretti, à Verbania (1895)
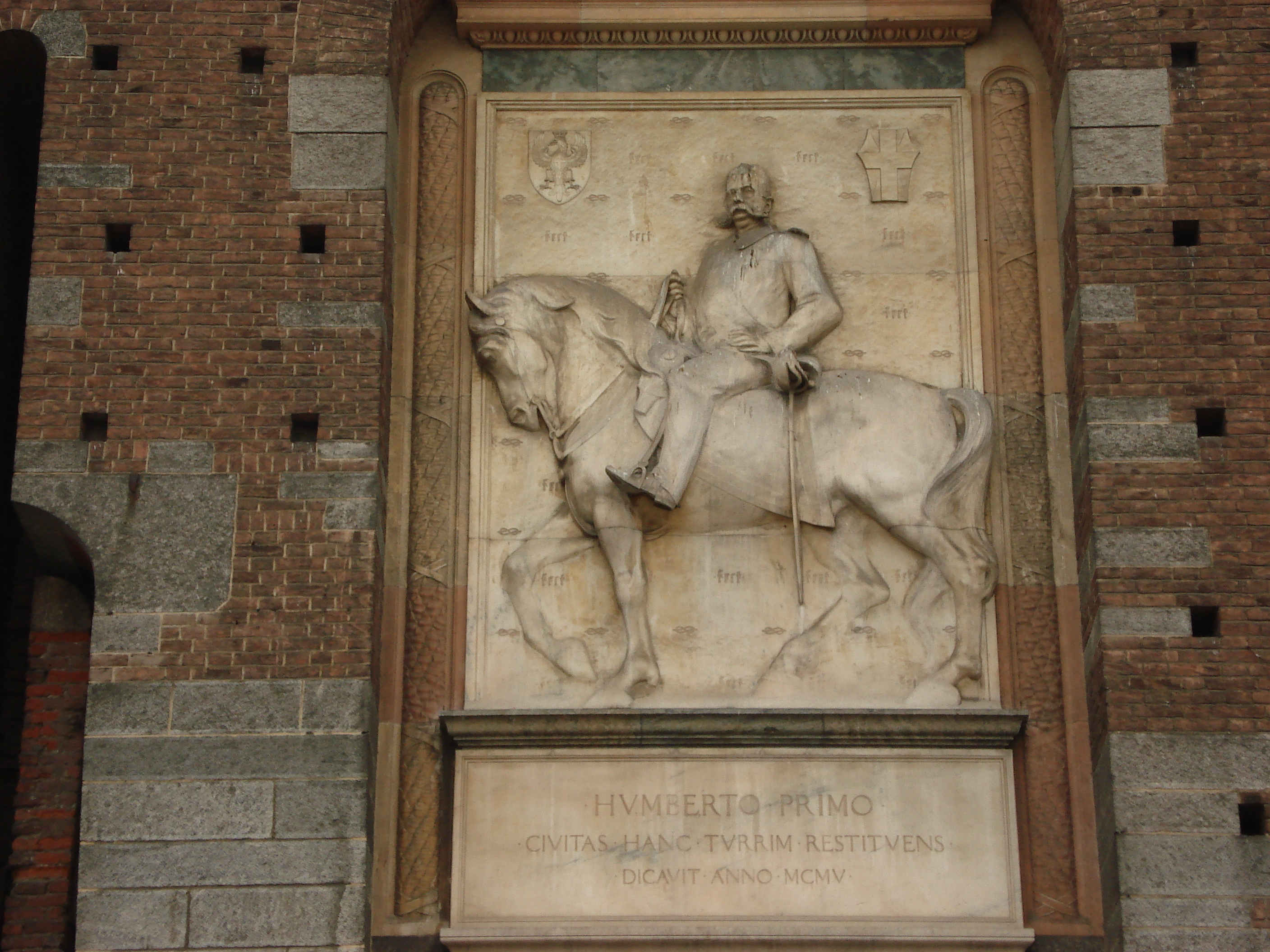
Bas-relief d’Humbert Ier d’Italie, à Milan (1905)